# Joao Maria Menezes Becerra
Joao Maria Menezes Becerra, més conegut com a Barata (Carnaubais, 5 de juny de 1972) és un exfutbolista brasiler, que ocupava la posició de davanter.

## Trajectòria
Inicia la seua carrera a les files del Fluminense, d'on passaria a un altre club del seu país, el Guaraní, en el qual hi destaca com a golejador. L'estiu del 1998 dona el salt a Europa, fitxat pel CP Mérida, de la Segona Divisió espanyola. Qualla una gran temporada al club extremeny, tot marcant 17 gols en 23 partits.
Aquesta xifra possibilita el seu fitxatge pel Deportivo de La Corunya el 1999, però no arriba a debutar, atès que és inclòs dins l'operació entre el conjunt gallec i el CD Tenerife per Roy Makaay. D'aquesta manera, afronta la temporada 99/00 amb els canaris a Segona Divisió, on torna a marcar 17 gols.
Sense opcions de tornar a La Corunya, roman al Tenerife durant la 00/01, en la qual l'equip aconsegueix l'ascens. El brasiler marca 10 gols durant aquesta temporada. No obstant, es troba immers en una polèmica al voltant del passaport que li va valdre quatre mesos de suspensió. A la campanya següent és cedit a l'Sporting de Braga portuguès.
La temporada 02/03 retorna al CD Tenerife. En total, el davanter va sumar 32 gols en 108 partits amb l'equip canari.
Retorna al seu país, on milita als modestos Ponte Preta i ABC-RN abans de retirar-se.